# Цар (порнографски филм)
Цар (енгл. Emperor) је амерички порнографски филм из 2004. године. Филм је режирао Пол Томас (енгл. Paul Thomas), а главни глумац је Роко Сифреди (итал. Rocco Siffredi). Сниман је у Будимпешти и Лос Анђелесу. Филм је у Србији издало земунско предузеће A.S.F. International 2007. године. На омоту нема података о тиражу и нема интерне ознаке српског издавача, али постоје каталошки бројеви.  978-86-7786-109-4 и COBISS.SR-ID 144230924.

## Опис са омота
Европски филмски режисер (Роко Сифреди) запао је у кризу средњих година. Он предосећа да ће свет филмова за одрасле да поврати његову уметничку визију. Са својом женом (Даша) и бившом женом (Џанин) стиже у Кан са својим најновијим пројектом, који ће можа да буде и његов последњи филм у тренду. Током филмског фестивала, он упознаје тајанствену жену која га води у свет порнографије и новог начина изражавања. Без цензуре, ограничења и забрањеног. Може ли ово да буде ново уметничко царство за којим је Роко трагао?

## Улоге
| Глумац         | Улога |
| -------------- | ----- |
| Роко Сифреди   |       |
| Cristina Bella |       |
| Tera Bond      |       |
| Veronica Carso |       |
| Tawny Roberts  |       |